# HD 12467
HD 12467 är en vit stjärna i huvudserien i stjärnbilden Cepheus.
Stjärnan är av visuell magnitud +6,06 och svagt synlig för blotta ögat vid mycket god seeing.